# Cieplice Śląskie-Zdrój

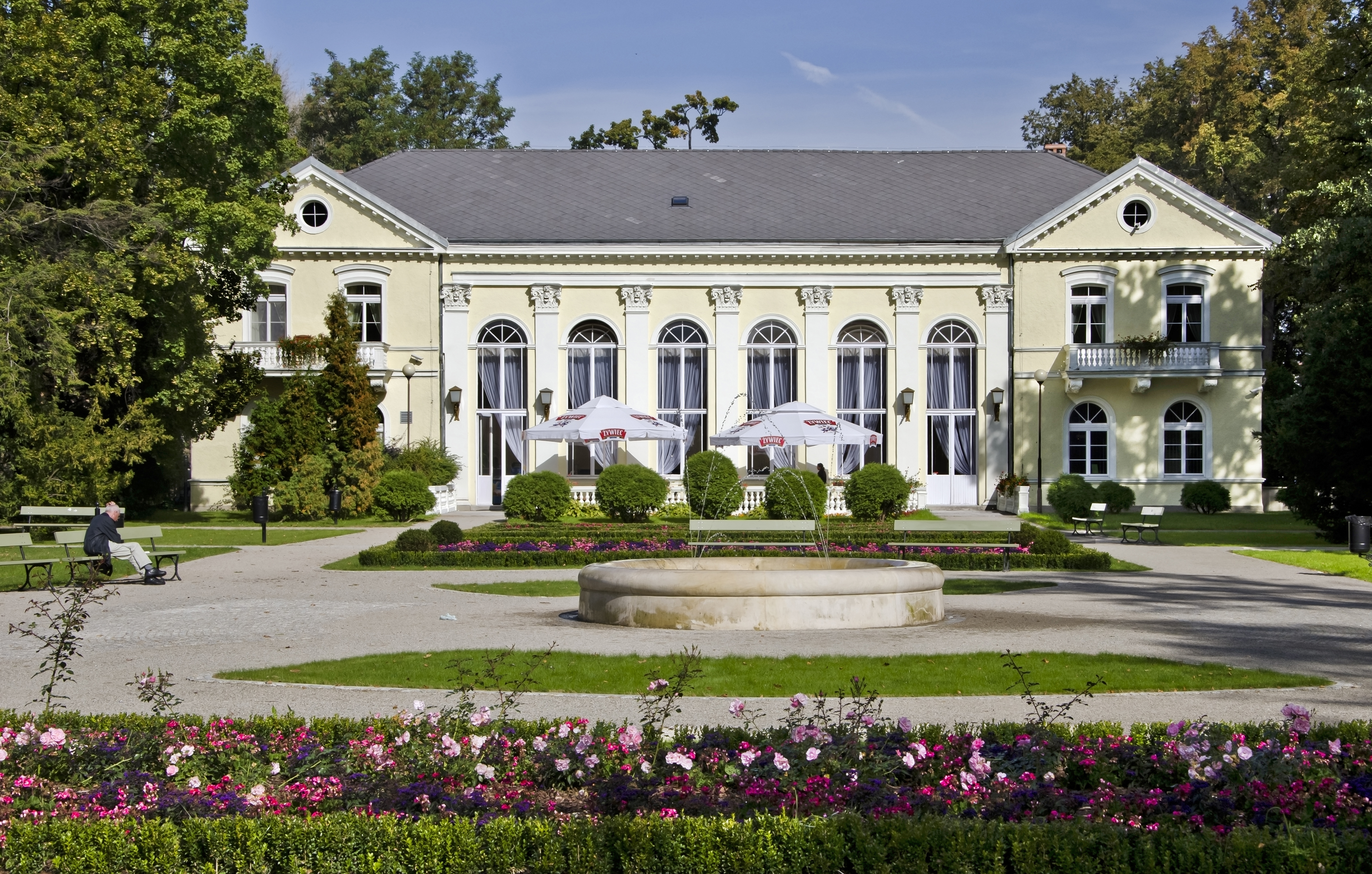
Kurpark

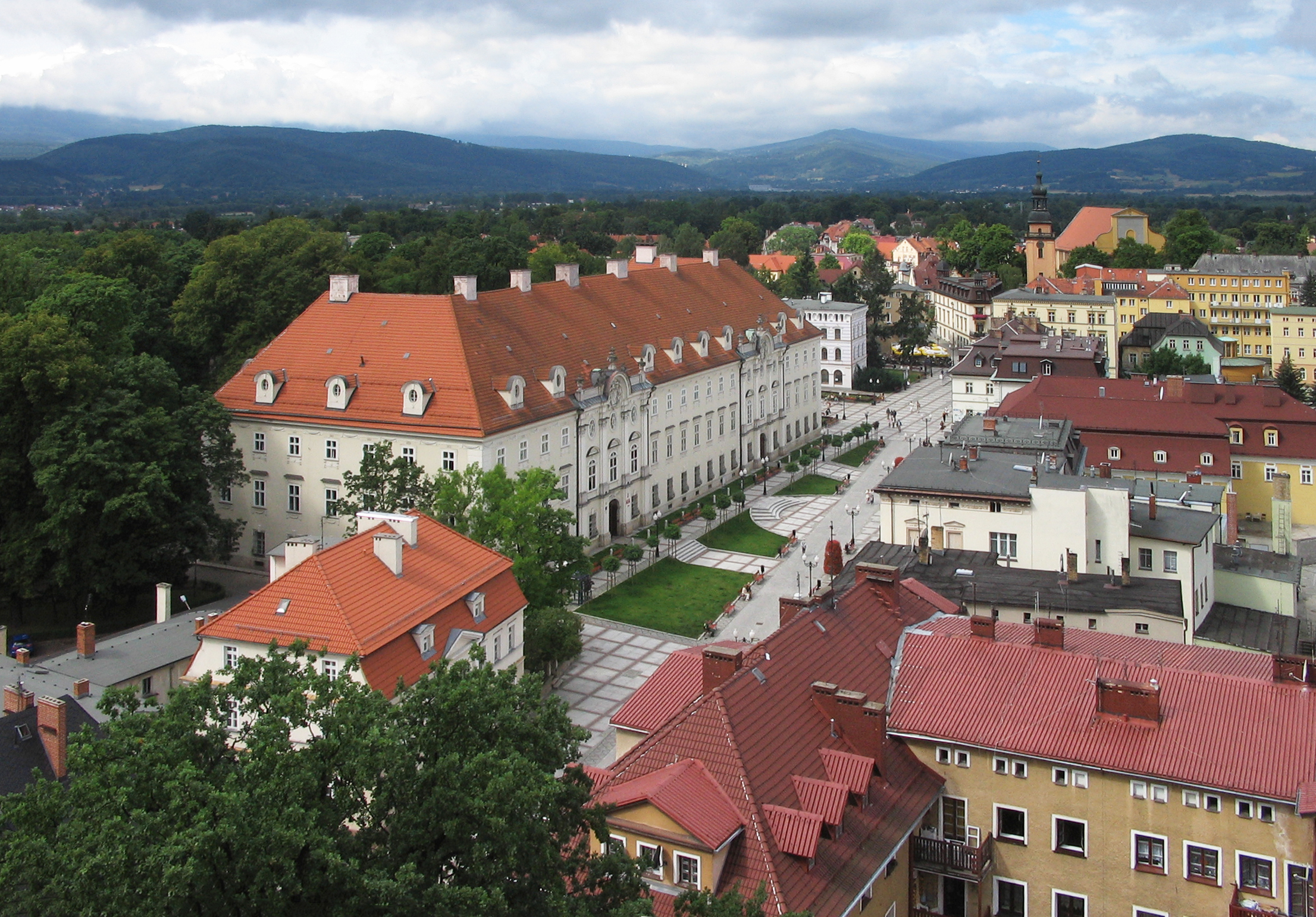
Schloss Warmbrunn

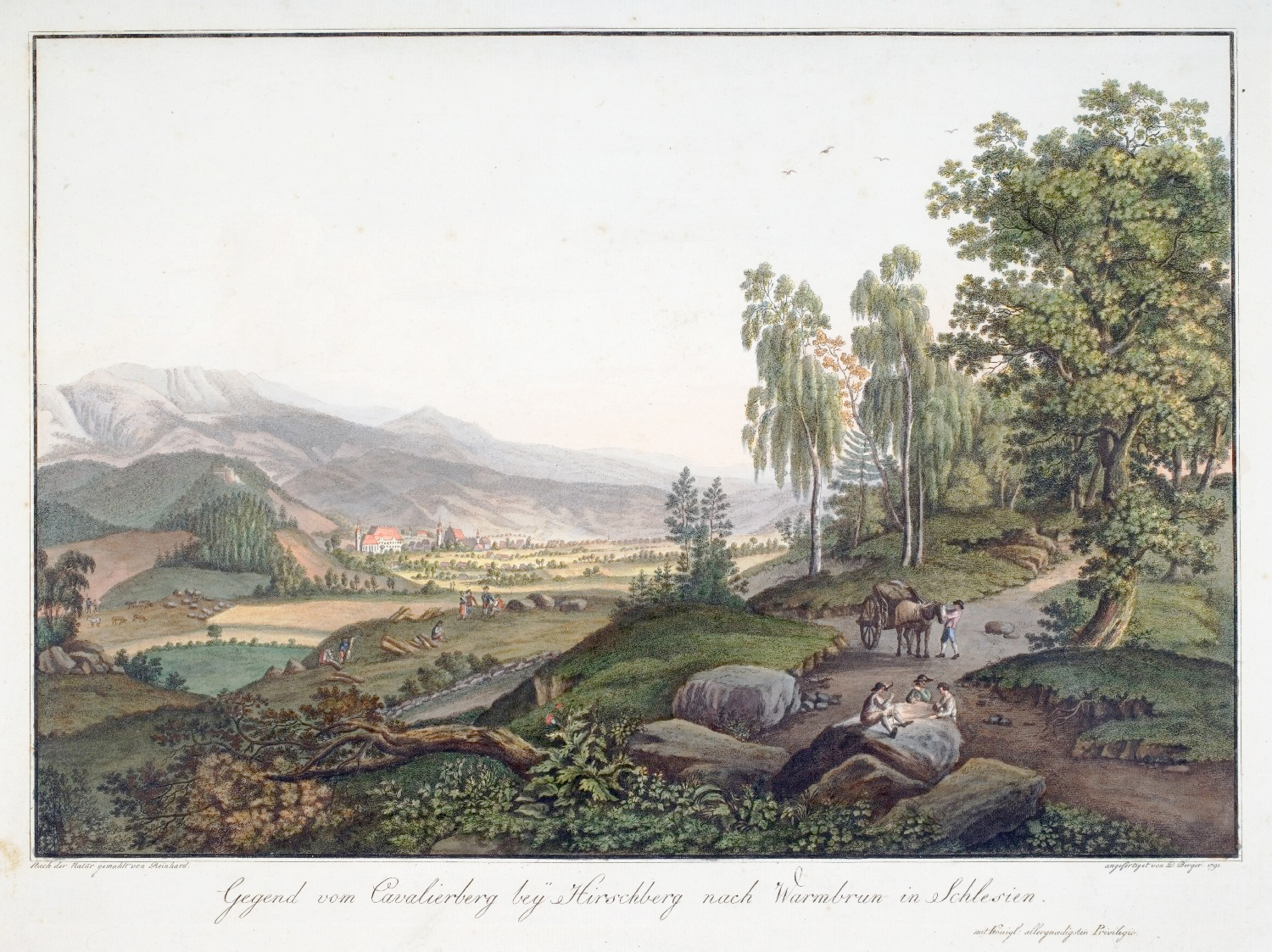
Blick vom Kalvarienberg nach Warmbrunn, 1793

Cieplice Śląskie-Zdrój (deutsch: Bad Warmbrunn) ist ein Stadtteil der Stadt Jelenia Góra (Hirschberg) in der Woiwodschaft Niederschlesien in Polen. Es liegt am Fuß des Riesengebirges und ist durch seine radiumaktiven, heißen Schwefelquellen seit dem 13. Jahrhundert als Heilbad bekannt.

## Geschichte
Die erste Erwähnung der warmen Quelle „calidus fons“, die in die Ortsbezeichnung übernommen wurde, stammt aus dem Jahr 1281. Damals schenkte Herzog Bernhard von Jauer und Löwenberg an der „warmen Quelle“ ein Gelände mit Wald, Wiesen und Ackerland abgabenfrei für zwanzig Jahre den Johannitern aus Striegau. Dessen Commendator fontis calidi errichtete 1288 eine Herberge in „Heroldisdorf“ (Herischdorf), die vermutlich zu Heilzwecken von kranken Besuchern aufgesucht wurde.
Warmbrunn gehörte von Anfang an zum Herzogtum Schweidnitz-Jauer und wurde zu Beginn des 14. Jahrhunderts deutschrechtlich umgesetzt. Nach dem Tod des Herzogs Bolko II. 1368 fiel es zusammen mit dem Herzogtum Schweidnitz-Jauer erbrechtlich an Böhmen, wobei Bolkos Witwe Agnes von Habsburg bis zu ihrem Tod 1392 ein Nießbrauch zustand. 1381 wurde das Gut Warmbrunn vom Ritter Gottsche II. Schoff käuflich erworben, war aber vermutlich erst ab etwa 1400 Sitz einer Grundherrschaft der späteren Reichsgrafen Schaffgotsch. Sie verlegten ihren Sitz nach dem Brand der Kynastburg 1675 endgültig nach Warmbrunn.
1403 stiftete Gotsche Schoff II. dem Zisterzienserkloster Grüssau eine Propstei in Warmbrunn. Die dort damals belegte Burg verfiel nach 1463. Während der Glaubensspaltung musste das Kloster die Propstei von 1571 bis 1624 verpfänden bzw. verpachten. Zu einem wirtschaftlichen Aufschwung sowie einem geordneten klösterlichen Leben kam es erst wieder nach dem Dreißigjährigen Krieg, vor allem ab 1668 unter Abt Bernhard Rosa, als Warmbrunn auch kirchenrechtlich zu einem Priorat erhoben wurde. Obwohl es von einem Prior verwaltet wurde, der gleichzeitig Ortspfarrer war, blieb der Titel des Propstes von Warmbrunn („Praepositus Thermarium“) dem Grüssauer Abt vorbehalten. 1691 brannten die Propsteigebäude ab. Der Wiederaufbau erfolgte unter Abt Bernhard Rosa. Er veranlasste auch den Bau der Propsteiresidenz Langes Haus durch den Liebauer Baumeister Martin Urban. Bis zu den Schlesischen Kriegen bestand der Warmbrunner Konvent aus einem Prior und zwölf Mönchen. Unter diesen befanden sich jeweils auch ältere und kränkliche Mönche, denen die warmen Heilquellen und das milde Klima eine gesundheitliche Besserung bringen sollten. Zum Besitz der Propstei gehörten die Ortschaften Warmbrunn, Herischdorf und Voigtsdorf. Seit dem 17./18. Jahrhundert erlangte die Leinenweberei wirtschaftliche Bedeutung, nach deren Niedergang die Siegelsteinschneiderei.
Mit dem Einzug der Reformation wurde ein Großteil der örtlichen Bevölkerung evangelisch. Die Grüssauer Äbte versuchten, die Bevölkerung u. a. durch Stolgebühren, die deutlich über den anderswo im Reich üblichen Stolgebühren zur Konversion zu zwingen. Jedoch mussten die Evangelische als Untertanen des Klosters an für sie bedeutlungslosen katholischen Ritualen teilnehmen.
Nachdem die Propsteikirche 1711 durch einen Brand zerstört worden war, erfolgte ein Wiederaufbau durch den Hirschberger Stadtbaumeister Kaspar Jentsch. Die Finanzierung teilten sich das Kloster Grüssau unter Abt Dominicus Geyer und der Patronatsherr Johann Anton Gotthard von Schaffgotsch, der das Amt des Landeshauptmanns im Erbfürstentum Schweidnitz-Jauer bekleidete. Er stiftete 1717 auch die Seitenaltäre Maria Hilf und St. Anna. Seine Schwester Gräfin Agnes Charlotte, verwitwete Althann, stiftete 1721 den St.-Hedwigs-Altar und Abt Dominicus Geyer den Vierzehn-Nothelfer-Altar. Unter dessen Nachfolger Innozenz Fritsch, der vorher Propst von Warmbrunn gewesen war, erfolgten Arbeiten am Propsteibad. 1732 wurde der neue Hochaltar der Propsteikirche unter der Leitung des Münchner Künstlers Johann Philipp Bornschlegel staffiert.
Nach dem Ersten Schlesischen Krieg 1742 fiel Warmbrunn mit dem größten Teil Schlesiens an Preußen. In den Jahren 1784 bis 1809 errichtete Reichsgraf Johann Nepomuk Schaffgotsch ein hufeisenförmiges Schloss im Übergangsstil vom Barock zum Empire. Nach der Säkularisation des Grüssauer Klosterbesitzes 1810 erwarben die Reichsgrafen Schaffgotsch die Propstei mit zugehörigem Grüssauer Klostergut vom preußischen Staat zurück und brachten im Langen Haus ihre Majoratsbibliothek und ein Museum ihrer Sammlungen unter.
Nachfolgend erfolgte ein wirtschaftlicher Aufschwung mit der Förderung des Badebezirks, der schon im 17. und 18. Jahrhundert zu einem bekannten Kurbad geworden war. Es entstanden Kurhäuser und Hotels, ein Kurtheater sowie Parkanlagen in Erweiterung des Schlossparks. Zum Baden in den schwefelhaltigen Quellen standen das Gräfliche Bad, das Propsteibad sowie ab 1827 auch das Leopoldsbad zur Verfügung. Der Badebetrieb zog prominente und finanzkräftige Kurgäste an, u. a. die Künstler Caspar David Friedrich, Georg Kersting, Carl Gustav Carus, Caspar Scheuren, Hoffmann von Fallersleben und Theodor Körner und die Staatsmänner Stein und Hardenberg und den späteren US-Präsidenten John Quincy Adams. Mitte des 19. Jahrhunderts zählte Warmbrunn bereits über 5000 Kurgäste im Jahr.
Das Hirschberger Tal entwickelte sich zu dieser Zeit auch zu einem Treffpunkt des deutschen und polnischen Hochadels. Die Schlösser wie Schloss Stonsdorf in Stonsdorf und Neuhof waren im Besitz der Grafen Reuß-Köstritz, Schloss Fischbach befand sich seit 1822 im Besitz des Prinzen Wilhelm von Preußen, Schloss Ruhberg in Ruhberg (Ciszyca) gehörte seit 1824 der Fürstin Luise Radziwill, Erdmannsdorf (Mysłakowice) seit 1832 dem König Friedrich Wilhelm III. und Schloss Schildau (Wojanów) ab 1839 dessen Tochter Luise, Prinzessin der Niederlande. Ein geistiges Zentrum wurde Schloss Buchwald in Buchwald, wo der preußische Bergbauminister Graf Reden und seine Frau einen Landschaftspark anlegten. Das Tagebuch der polnischen Fürstin Isabella Czartoryska über ihren Aufenthalt in Warmbrunn und Umgebung im Jahr 1816 wurde 2007 in deutscher Übersetzung publiziert.
Von 1816 bis 1945 gehörte Warmbrunn zum preußischen Landkreis Hirschberg. 1874 wurde der Amtsbezirk Warmbrunn gebildet, zu dem auch die Landgemeinden Warmbrunn und Herischdorf sowie die Gutsbezirke Herischdorf, Vorwerk und Warmbrunn-Schloss gehörten.
1902 wurde die weit über Schlesien hinaus bekannte Holzschnitzschule Bad Warmbrunn eröffnet, an der bekannte Lehrer unterrichteten und erfolgreiche Schüler ausgebildet wurden. In den 1920er und 1930er Jahren ersetzten Neubauten die Kurhaus-Bassins des 17. Jahrhunderts. Die Verleihung des Titels Bad erfolgte am 9. Januar 1925. 1935 wurde Bad Warmbrunn zur Stadt erhoben und 1941 Herischdorf eingemeindet.
Im Zweiten Weltkrieg wurde in Bad Warmbrunn ein Außenlager des KZ Groß-Rosen errichtet.
Nach der Eroberung durch die Rote Armee wurde Bad Warmbrunn im Frühjahr 1945 mit dem größten Teil Schlesiens unter die Verwaltung der Volksrepublik Polen gestellt. Es erhielt den Ortsnamen Cieplice Śląskie. Die Bevölkerung Bad Warmbrunns wurde in der Folgezeit vertrieben. Die neu angesiedelten Bewohner stammten zum Teil aus Ostpolen, das an die Sowjetunion gefallen war. 1975 wurde Cieplice Śląskie als ein Stadtteil nach Jelenia Góra (Hirschberg) eingegliedert.

## Sehenswürdigkeiten
- Die Propsteikirche Johannes der Täufer wurde 1712 bis 1714 unter Abt Dominicus Geyer mit finanzieller Beteiligung des Patronatsherrn Johann Anton Gotthard von Schaffgotsch errichtet. Der Entwurf stammt vom Hirschberger Stadtbaumeister Kaspar Jentsch. Das Hochaltarbild Maria Himmelfahrt schuf Michael Willmann. Die Gemälde der Zwölf Apostel an den Pfeilern des Langhauses stammen ebenfalls aus der Willmann-Werkstatt. Die drei Gemälde Christus am Ölberg, Christus unterm Kreuz und Kreuzabnahme schuf der aus Glatz stammende Maler Johann Franz Hoffmann. Seit der Säkularisation 1810 dient die Kirche als Pfarrkirche.
- Das Lange Haus wurde als Propsteiresidenz der Äbte von Grüssau nach einem Brand 1691 unter Abt Bernhard Rosa durch den Liebauer Baumeister Martin Urban neu errichtet.
- Das Schaffgotsch-Palais, auch Schloss Warmbrunn genannt, wurde 1784–1809 für Reichsgraf Johann Nepomuk von Schaffgotsch nach Entwurf des Oppelner Baumeisters Johann Georg Rudolf mit zweigeschossigem Ballsaal im Empire-Stil und stuckverzierter Decke, Intarsienfußboden, Spiegeln und Kristallleuchtern errichtet. Im Schloss befindet sich eine Außenstelle der Technischen Hochschule Breslau.
- Kurhaus, auch Quellenhof genannt, mit Mineralwasser-Trinkhalle
- Die Statue des böhmischen Landesheiligen Johannes Nepomuk an der Brücke über den Zacken schuf 1712 der Bildhauer Georg Leonhard Weber
- Norwegischer Pavillon im vormaligen Füllner-Park
- Die evangelische Erlöserkirche mit Friedhof und Grabkapellen entstand 1774 bis 1777 nach Entwurf des Hirschberger Architekten Demus. Der Kristallleuchter wurde Anfang des 19. Jahrhunderts in der Josephinenhütte in Schreiberhau hergestellt.
- Der Kurpark wurde 1713 als Barockgarten angelegt, 1796 umgestaltet und im 19. Jahrhundert erweitert. Die Aufteilung in Kur- und Schlosspark wurde beibehalten.

Der Kurpark ist Mitglied des Gartenkulturpfades beiderseits der Neiße. Dies verbessert die Möglichkeiten der Pflege (Parkseminare) und die Aussichten auf Förderung sowie die touristische Erschließung.
- Kurtheater, Kursaal, Pavillons und andere Gebäude im Kurpark.

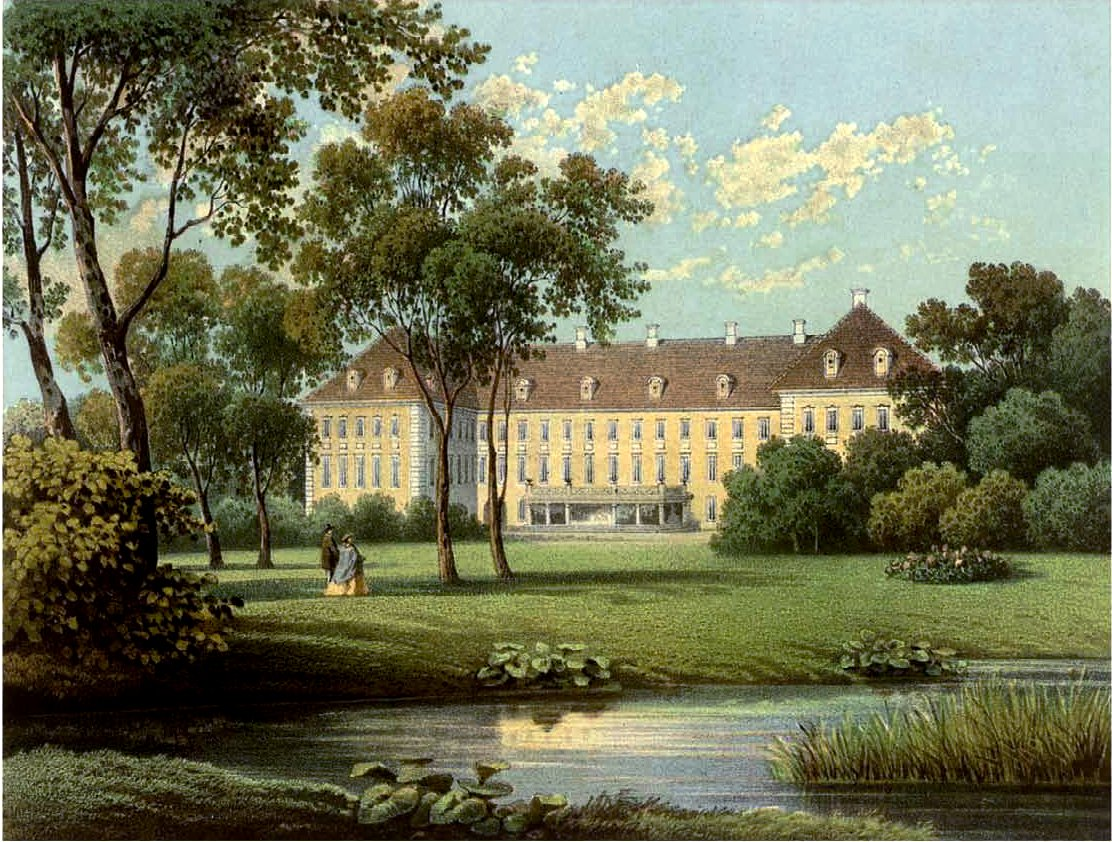
Schloss Warmbrunn um 1860, Sammlung Alexander Duncker
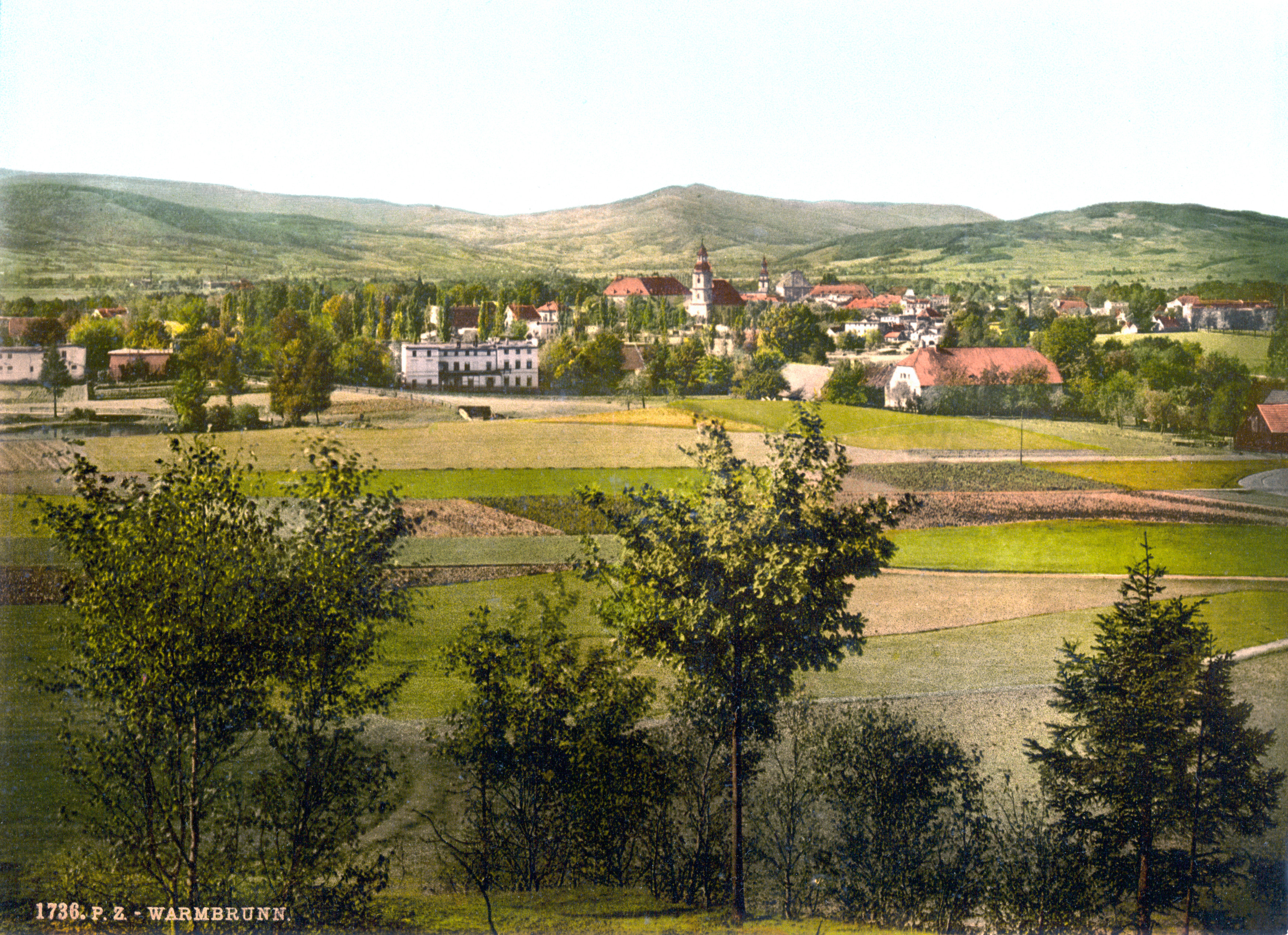
Warmbrunn um 1900
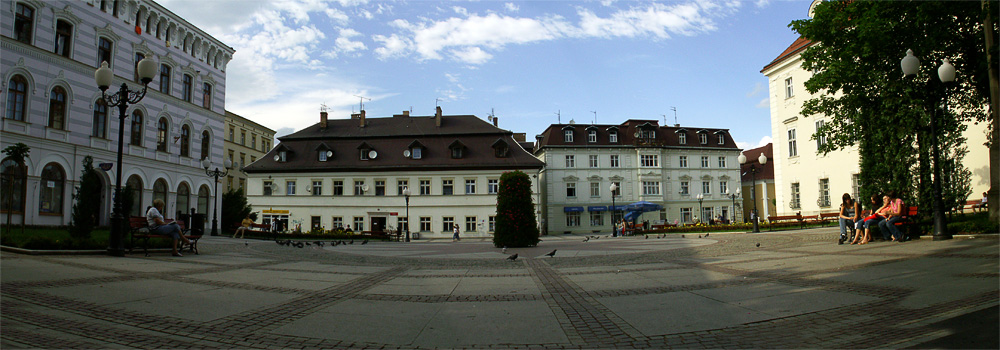
Schlossplatz
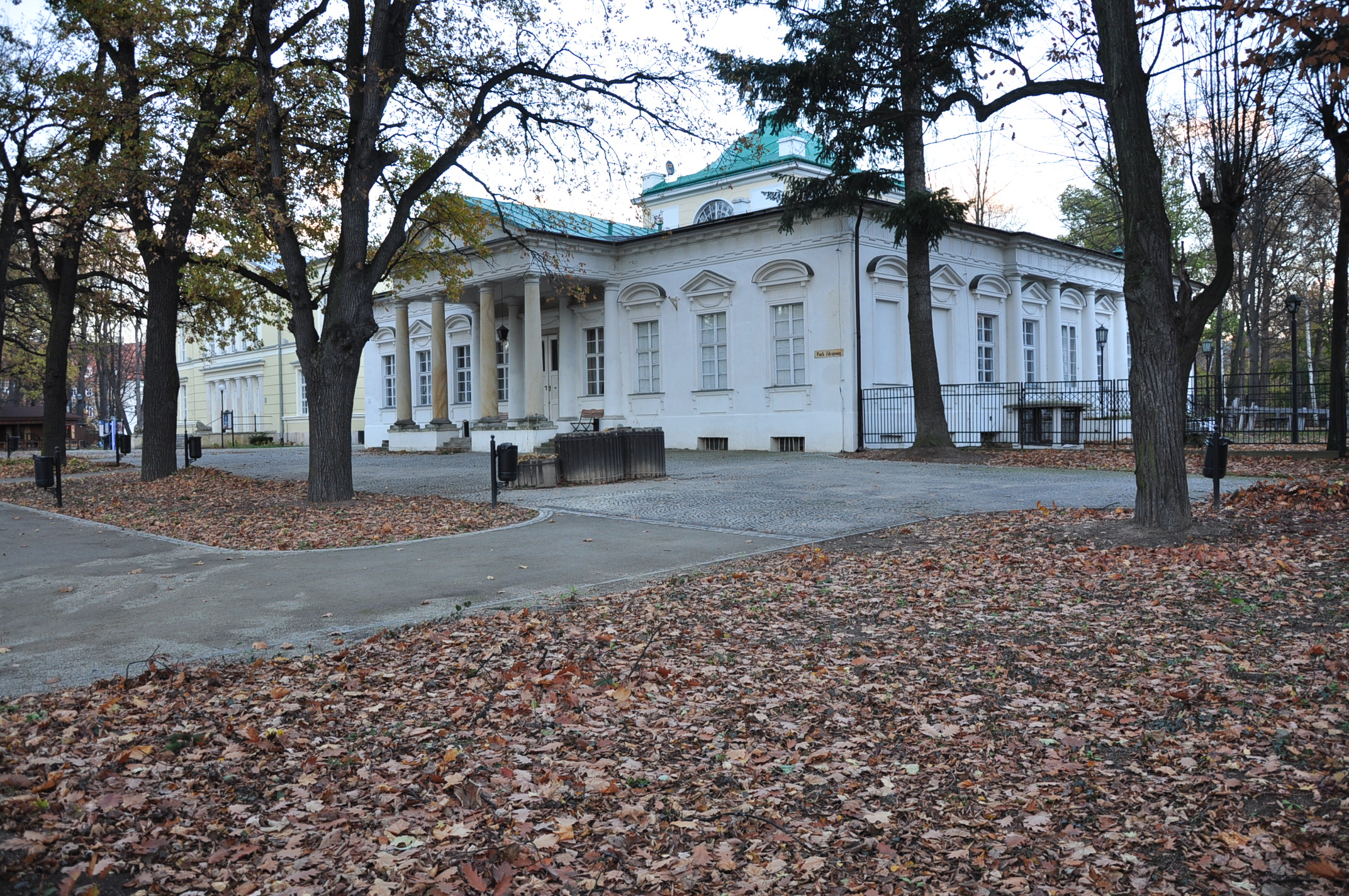
Theater und Kurhaus
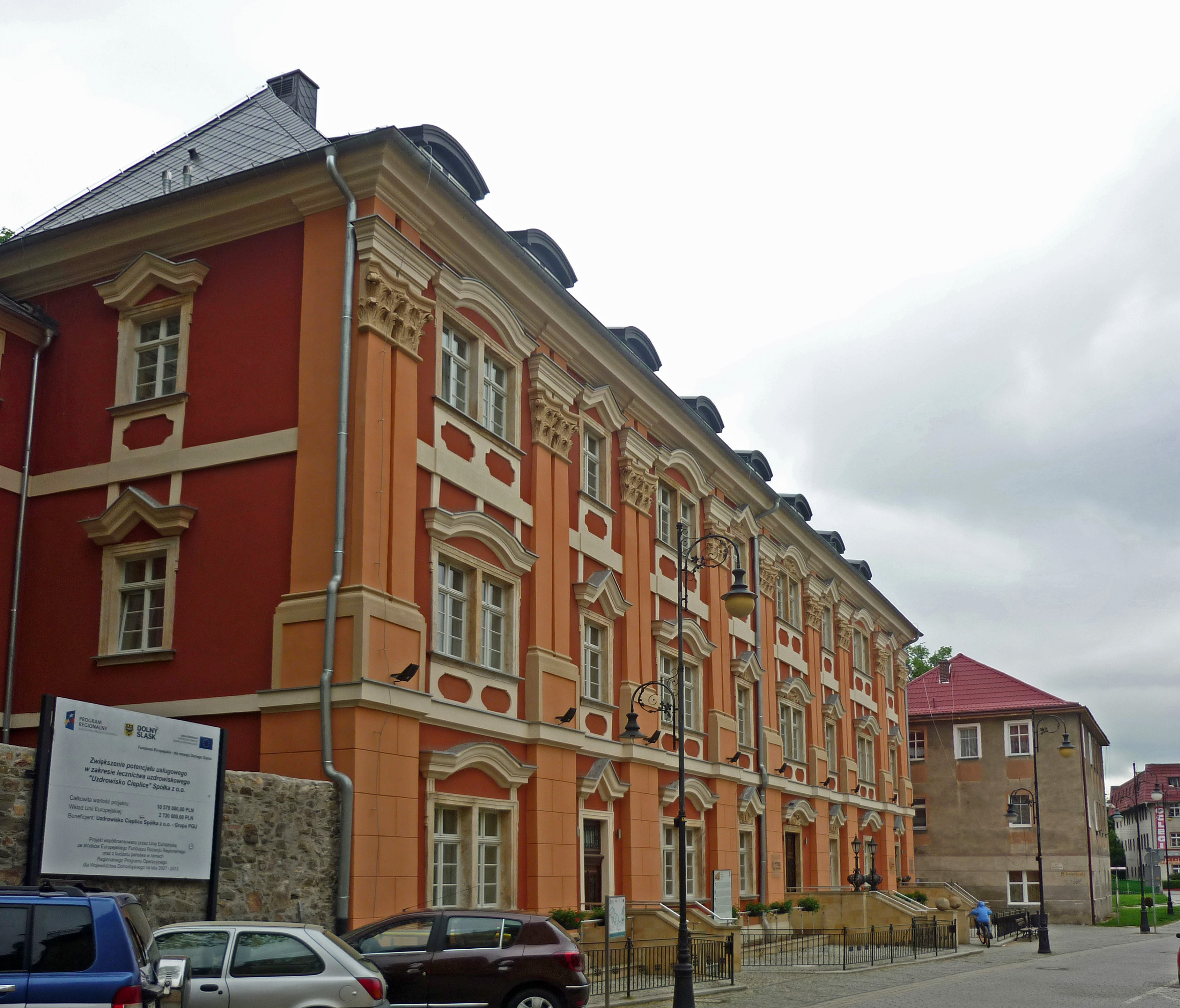
Ehemalige Propstei (Langes Haus)
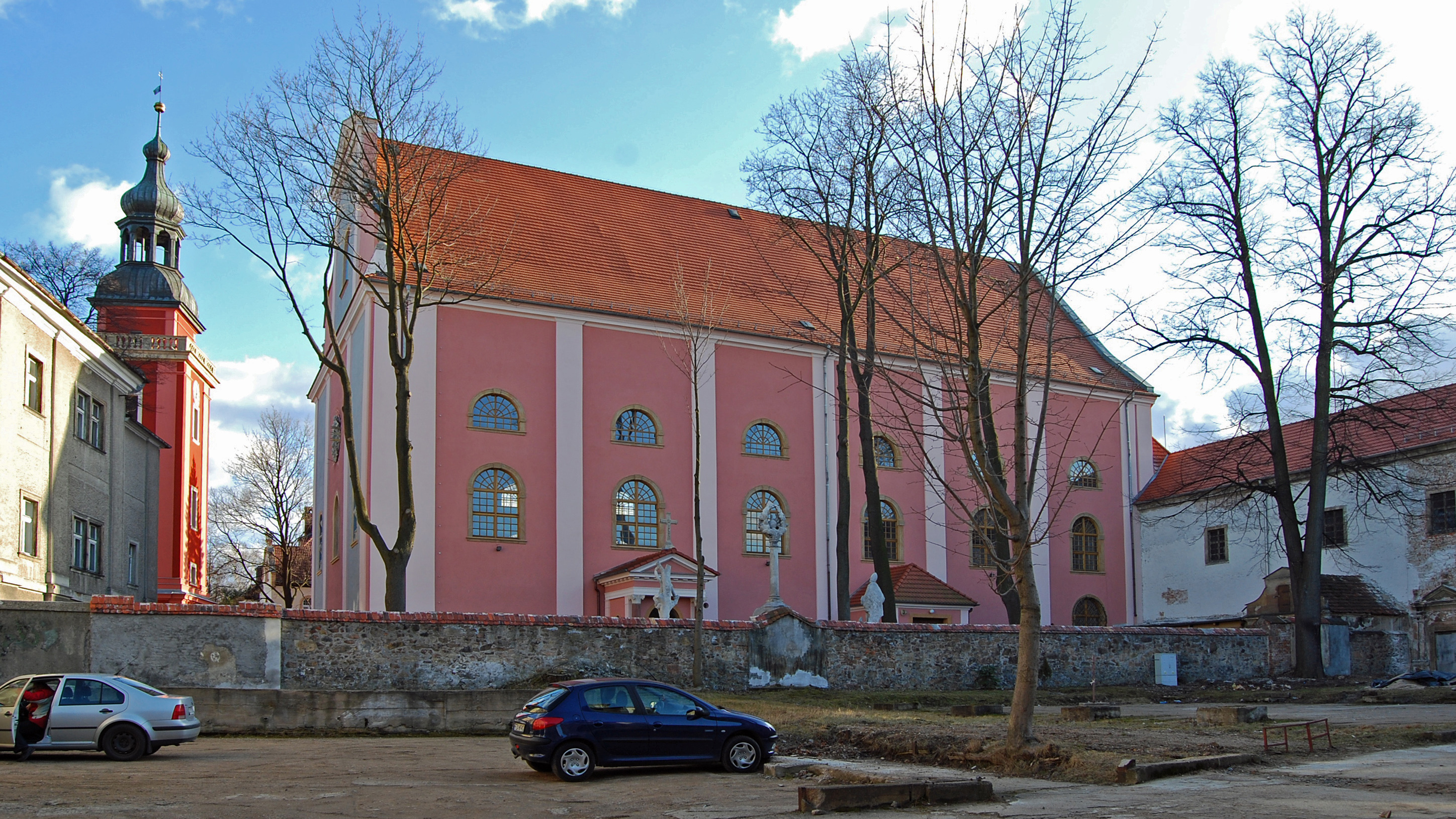
Kath. ehem. Propsteikirche Johannes der Täufer
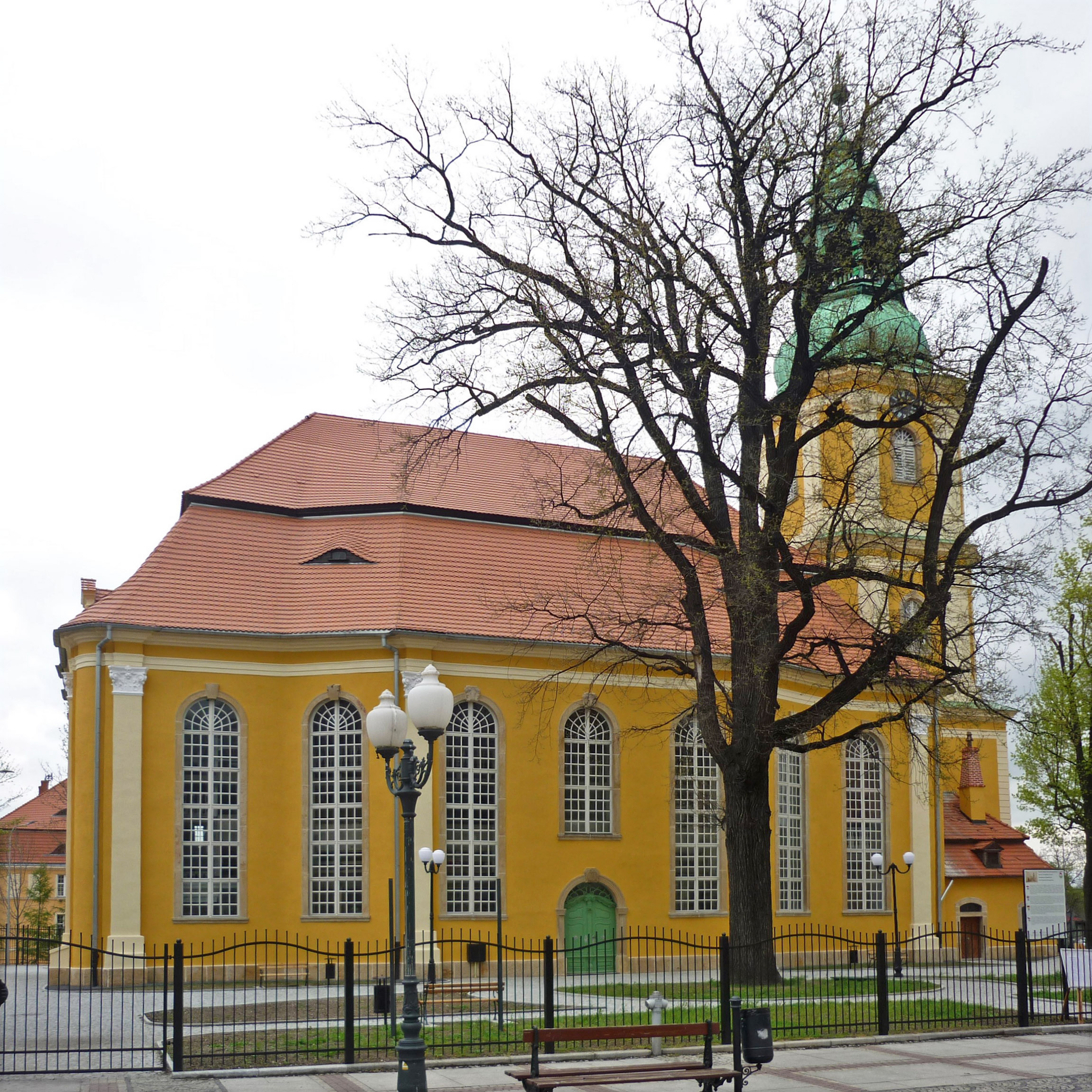
Ev. Erlöserkirche

## Bevölkerungsentwicklung
| Jahr | Einwohner | Anmerkungen                                           |
| ---- | --------- | ----------------------------------------------------- |
| 1840 | 2475      | davon 1.723 Evangelische, 730 Katholiken und 12 Juden |
| 1905 | 4077      | [ 7 ]                                                 |
| 1933 | 5407      | [ 8 ]                                                 |
| 1939 | 6051      | [ 8 ]                                                 |

## Persönlichkeiten

### Söhne und Töchter des Ortes
- Philipp Gotthard von Schaffgotsch (1716–1795), Fürstbischof von Breslau
- Heinrich Wilhelm von Horn (1762–1829), preußischer Generalleutnant
- Ernst Luchs (1811–1886), Mediziner und Ornithologe, Badearzt in Warmbrunn
- Paula Carlsen, verheiratete Bielefeld (1838–1900), Kinderdarstellerin und Theaterschauspielerin
- Otto Finsch (1839–1917), Kaufmann, Ethnologe und Ornithologe
- Babette von Bülow (1850–1927), Schriftstellerin
- Armin Seydelmann (1872–1946), Filmschauspieler
- Paul Metzner (1893–1968), Botaniker
- Carl Püchler (1894–1949), General der Infanterie
- Erwin Gigas (1899–1976), Geodät, Geophysiker und Messtechniker
- Paul Zinke (1901–1945), kommunistischer Widerstandskämpfer gegen den Nationalsozialismus und NS-Opfer
- Walter Artelt (1906–1976), Arzt, Zahnarzt und Medizinhistoriker
- Hans König (1913–2005), Bildhauer
- Heinz Seeliger (1920–1997), Hygieniker, Bakteriologe und Mykologe
- Friedhelm Grundmann (1925–2015), Architekt und Hochschullehrer
- Günter Kriebel (1925–2024), Brigadegeneral der Bundeswehr
- Gisela Wild (* 1932), Rechtsanwältin und Politikerin (FDP)
- Manfred Maiwald (* 1935), Jurist
- Siegfried Jaschke (* 1939), Politiker (CDU)
- Philipp Sonntag (* 1941), Schauspieler
- Peter Ries (1942–2019), Theaterregisseur
- Peter Borsdorff (* 1943), ehemaliger Marathonläufer
- Klaus Lüdicke (* 1943), römisch-katholischer Theologe und Kirchenrechtler
- Gabriele Dischinger (* 1944), Kunsthistorikerin
- Wolfgang Hainke (* 1944), Künstler
- Eckhard Lisec (* 1944), Brigadegeneral des Heeres der Bundeswehr
- Klaus Armbrüster (* 1945), Jurist und ehemaliger Richter am Bundesarbeitsgericht

### Personen mit Bezug zum Ort
- Hans Ulrich von Schaffgotsch (1595–1635), kaiserlicher General
- Heinrich Wilhelm von Horn (1762–1829), preußischer Generalleutnant
- Adolph von Henselt (1814–1889), Pianist, Komponist und Klavierpädagoge, starb hier
- Friedrich Wilhelm Leopold Pfeil (1783–1859), Forstwissenschaftler
- Hans Ernst Karl Graf von Zieten (1770–1848), preußischer Generalfeldmarschall
- Carl Weisflog (1770–1828), Schriftsteller
- John Retcliffe (1815–1878), Schriftsteller, starb hier
- Felicita von Vestvali (1831–1880), Sängerin und Schauspielerin, verbrachte hier ihre letzten Lebensjahre
- Adolf Adam von Bruce (1835–1901), Stifter der Holzschnitzschule in Warmbrunn
- Eugen Füllner (1853–1925), Industrieller, Gründer des Papiermaschinenherstellers Füllnerwerk
- Christian Hermann Walde (1855–1906), Holzschnitzer, Bildhauer und Fachbuchautor
- Alfred Pickart (1869–1938), Jurist und fürstlich-hohenlohischer Kammerdirektor
- Hans Emil Oberländer (1885–1944), Landschafts- und Porträtmaler
- Walther Kieser (1894–1947), Bildhauer, sein Vater leitete die Holzschnitzschule
- Annemarie Spitzner (1899–1934), Wohlfahrtspflegerin und Heilpädagogin